# Werneria iboundji
Werneria iboundji és una espècie d'amfibi que viu a Gabon.
Està amenaçada d'extinció per la pèrdua del seu hàbitat natural.